# 焦德秀
焦德秀（1917年9月30日—2013年11月23日），河北省曲阳县人，中华人民共和国政治人物。
1938年1月，参加中国共产党并参加革命工作。抗日战争、第二次国共内战期间，在河北省境内任职。1948年，随部南下。最初，在應山縣、随县任职。1953年6月，任中共襄阳地委副书记。1960年6月，任襄阳地委书记兼军分区政委。1970年5月，任襄阳地委副书记。1971年12月，任中共湖北省委宣传部长。1983年4月，任湖北省人大常委会副主任。